# Епархия Намибе
Епархия Намибе (лат. Dioecesis Namibensis) — епархия Римско-Католической церкви с центром в городе Намибе, Ангола. Епархия Намибе входит в митрополию Лубанго. Кафедральным собором епархии Намибе является церковь святого Петра.

## История
21 марта 2009 года Римский папа Бенедикт VI издал буллу «Apostoli ipsi», которой учредил епархию Намибе, выделив её из архиепархии Лубанго.

## Ординарии епархии
- епископ Mateus Feliciano Tomás (21.03.2009 — † 30.10.2010);
- епископ Dionisio Hisiilenapo (8.07.2011 — по настоящее время).

## Источник
- Annuario Pontificio, Libreria Editrice Vaticana, Città del Vaticano, 2010, ISBN 88-209-7422-3
- Булла Apostoli ipsi, AAS 101 (2009), стр. 345  (лат.)